# 中国人民大学书报资料中心
中国人民大学书报资料中心（Book and Newspaper Information Center of Renmin University of China），简称人大书报中心，是中華人民共和國一家学术期刊和专业期刊出版機構。

## 历史
人大书报中心成立于1958年，是中华人民共和国最早从事社会科学、人文科学、管理科学学术信息以及实用经济信息的出版机构。
十年浩劫时期，中国人民大学被解散，人大书报中心也被关停，1978年，中国国务院129号文件决定恢复人民大学，时任人大副校长郭影秋将报卡社更名为“中国人民大学书报资料社”，7月1日，人大书报社在张自忠路3号灰1楼复社。1985年，人大书报社更名为“中国人民大学书报资料中心”。目前，该机构正式出版发行148种期刊，包括《人大复印报刊资料》、人文社科文摘、原发期刊以及报刊资料索引四大系列。